# Nastro d'argento al miglior cortometraggio
Il Nastro d'argento al miglior cortometraggio è stato un riconoscimento cinematografico italiano assegnato annualmente dal Sindacato nazionale giornalisti cinematografici italiani.
Il premio è stato conferito dal 1951, con alcune annualità senza conferimento. Nel corso degli anni il premio è stato affiancato da più categorie o diversamente nominato, attribuendolo o al "miglior cortometraggio" o al "regista del miglior cortometraggio". In alcune annate "miglior cortometraggio" e "regista del miglior cortometraggio" sono stati premi separati.
Durante i Nastri d'argento 1961 è stato assegnato anche un premio al "miglior cortometraggio sperimentale", mentre dal 1962 agli inizi degli anni 2000 è stato assegnato anche un premio al "miglior produttore di cortometraggio".
Durante i Nastri d'argento 1974 sono stati attribuiti tre "Attestati di merito ai registi di cortometraggio".
Durante i Nastri d'argento 1996, del 1998, del 1999, del 2001, del 2003, del 2006, del 2010 e a partire dall'istituzione dei Corti d'argento nel 2013, sono state attribuite anche alcune "Menzioni speciali ai cortometraggi".
Dal 2013 sono stati istituiti i Corti d'argento che, mantenendo il premio attribuito al miglior cortometraggio/regista, prevedono altri premi dedicati al settore, come quello al "miglior cortometraggio d'animazione".
L'ultima assegnazione è avvenuta nel 2017.

## Albo d'oro
Le opere o le persone vincitrici sono indicate in grassetto.

### Anni 1950
- 1951 - Notturno - regia di Vittorio Sala
- 1952 - Metano - regia di Virgilio Sabel
- 1956 - Tempo di tonni - regia di Vittorio Sala
- 1957 - Parma città d'oro - regia di Antonio Petrucci, prodotto dall'Istituto nazionale luce
- 1958 - Giocare - regia di Giulio Questi
- 1959 - Paese d'America - regia di Gian Luigi Polidoro

### Anni 1960
- 1960 - I fratelli Rosselli - regia di Nelo Risi
- 1961 - La casa delle vedove - regia di Gian Vittorio Baldi
- 1962 - Mario Gallo - Dichiarazione d'amore
- 1963 - Mauro Severino - Chi è di scena
- 1964 - Mario Carbone - Stemmati di Calabria

### Anni 1970
- 1970 - Bruno Bozzetto - Ego
- 1971 - Paolo Saglietto - Il bambino
- 1972 - Bruno Bozzetto - I sottaceti
- 1973 - Emanuele Luzzati e Giulio Gianini - Pulcinella
- 1974 - Giuseppe Ferrara - La città del malessere
- 1975 - Bruno Bozzetto - Self Service
- 1978 - Elio Finestauri - Salvos ire salvos venire ("regista del miglior cortometraggio straniero")
- 1979 - Max Massimino Garnier e Pavao Stalter - Spirito benigno ("regista del miglior cortometraggio straniero")

### Anni 1980
- 1982 - Claudio Racca - Ballare è bello
- 1983 - Aldo Bassan - Terra amara
- 1984 - Berto Bozza - Usa, profondo sud
- 1985 - Giancarlo Pancaldi - Effetto nebbia
- 1986 - Ermanno Olmi - Milano '83
- 1987 - Folco Quilici - Codex purpureus rossanensis
- 1988 - Luigi Di Gianni - L'arte del vetro

### Anni 1990
- 1991 - Ursula Ferrara - Amore asimmetrico
- 1992 - Flavia Alman e Mario Canali - Enigmatic Ages
- 1993 - Valerio Andrei - Il dono dei Magi
- 1994 - Andrea Marzari - La caccia
- 1995 - Giuseppe Gandini - Mito della realtà
- 1996 - Roberto Palmerini - Scooter; Andrea Zaccariello - Gioco da vecchi
- 1997 - Scorpioni di Ago Panini
- 1998 - La lettera di Dario Migliardi
- 1999 - Tanti auguri di Giulio Manfredonia

### Anni 2000
- 2000 - Per sempre di Chiara Caselli
- 2001 - Rimedi contro l'amore di Giovanna Sonnino; L'ultima questione di Corrado Franco
- 2002 - Space Off di Tino Franco[1]
- 2003 - Ore 2: calma piatta di Marco Pontecorvo
- 2004 - On the Loose di Manuela Mancini
- 2005 - Trevirgolaottantasette di Valerio Mastandrea[2][3]
- 2006 - Un amore inguaribile di Giovanni Covini; Dentro Roma di Francesco Costabile
- 2007 -  Please Leave a Message di Elisa Fuksas
- 2008 - Il torneo, di Michele Alhaique
- 2009 - Il gioco di Adriano Giannini (Regista del miglior cortometraggio)

### Anni 2010
- 2011 - Habibi di Davide Del Degan
- 2012 - Stand by Me di Giuseppe Marco Albano
- 2013 - Tiger Boy di Gabriele Mainetti
- 2014 - Settanta di Pippo Mezzapesa
- 2015 - Sonderkommando di Nicola Ragone
- 2016 - Quasi eroi di Giovanni Piperno
- 2017 - Moby Dick di Nicola Sorcinelli
- 2018 - La giornata di Pippo Mezzapesa
- 2019 - Moths to Flame di Marco Pellegrino

### Anni 2020
- 2020 - A Cup of Coffee with Marilyn di Alessandra Gonnella
- 2021 - Bataclan di Emanuele Aldrovandi
- 2022 - Destinata Coniugi Lo Giglio di Nicola Prosatore
- 2023 - Calcutta 8:40 AM di Adriano Valerio